# کریستین ناد
کریستین ناد (انگلیسی: Christian Nadé؛ زادهٔ ۱۸ سپتامبر ۱۹۸۴) بازیکن فوتبال اهل فرانسه است.
از باشگاه‌هایی که در آن بازی کرده‌است می‌توان به باشگاه فوتبال همیلتون آکادمیکال، باشگاه فوتبال شفیلد یونایتد، باشگاه فوتبال داندی، باشگاه فوتبال هارت آف میدلوتیان، باشگاه فوتبال ساموت سونگخرام، باشگاه فوتبال لو آور، باشگاه فوتبال تروا، و باشگاه فوتبال دومبارتون اشاره کرد.
وی همچنین در تیم ملی فوتبال زیر ۲۱ سال فرانسه بازی کرده‌است.